# کالیان جین
کالیان جین (زاده ۱۳ اوت ۱۹۳۴ در ایندور، مادیا پرادش) عضو ششمین دوره لوک سبها هند بود. او نماینده حوزه انتخابیه ایندور در مادیا پرادش و عضو حزب جاناتا است. او همچنین عضو حزب سوسیالیست سامیوکتا، حزب سوسیالیست و بهاراتیا لوک دال نیز بود.